# Cao Huan
Cao Huan (246. – 303.), formalno car Yuan od Weija, bio je peti i posljednji car kineske države Cao Wei, jednog od Tri kraljevstva.
Rodio se pod imenom Cao Huang (曹璜), a otac mu je bio Cao Yu (曹宇), jedan od mlađih sinova znamenitog vojskovođe Cao Caoa. Na prijestolje je došao 260. nakon što je njegov prethodnik Cao Mao ubijen u neuspjelom pokušaju da dvorskim pučem ukloni regenta Sima Zhaoa, čiji je klan u tom trenutku postao de facto vladajućom kućom države. Cao Huan, koji je u tom trenutku bio adolescent, nije se usuđivao pokušavati ništa slično i ostao je marionetska figura. Za vrijeme njegove vladavine Cao Wei je 263. uspjela pokoriti državu Shu Han. Cao Huan u tome nije dugo uživao; Sima Zhao je nastojao taj kapital iskoristiti da ga i formalno svrgne s vlasti. U tome ga je preduhitrila smrt, pa je Cao Huana na abdikaciju natjerao njegov sin Sima Yan, koji je potom proglasio novu dinastiju Jin. Cao Huan je nakon toga dobio titulu princ od Chenliua. O njegovom daljem životu nema mnogo detalja, ali se zna da je nadživio Sima Yana. Umro je godine 303. kada je pokopan s carskim počastima.